# Honey Bee (canção da Gloria Gaynor)
Honey Bee (Tradução Miel da abelha) uma canção interpretada pela cantora estadunidense Gloria Gaynor originalmente lançada em 1973 pela Columbia Records. Mais tarde foi incorporado ao álbum ''Never can say goodbye'' de1975, possui um único videoclipe em que Gaynor e suas irmãs participam.

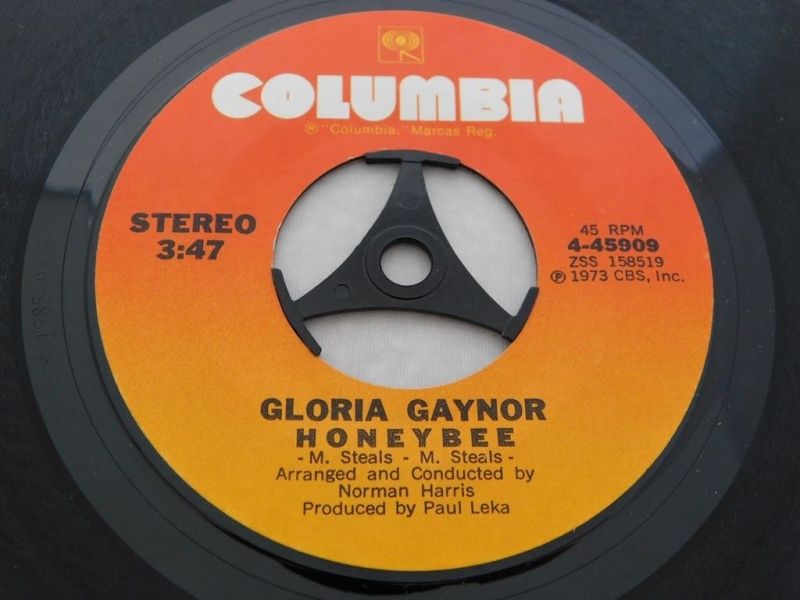
Vinyl of Gloria Gaynor's single of Honey Bee

“Honeybee” foi um dos maiores discos disco da Grã-Bretanha quando finalmente foi lançado no início de 1974. Infelizmente um daqueles casos clássicos em que um bom disco se perde e perde muito do seu impacto nas vendas devido a fortes vendas de importação antes deste lançamento original na CBS no Reino Unido. Mas a história por trás de Honeybee é bastante interessante por si só. Bem, nós originalmente cortamos por volta de dezembro de 1973. Ele foi escrito para Gaynor pelos Steals Brothers na Filadélfia e lançado pela Columbia, com quem eu fui contratado.
1. ↑  Gloria Gaynor - Honeybee (em inglês), consultado em 29 de abril de 2022